# Jan Danckaert
Jan Danckaert (nascut el 6 de juliol de 1964) és un professor belga de física aplicada a la Vrije Universiteit Brussel. És rector interí d'aquesta universitat des de l'1 de març de 2022. El 21 de juny de 2022 va ser elegit rector per un període de 4 anys.
Danckaert va estudiar física a la Universitat d'Anvers. Després va passar a ser ajudant del departament de Ciències de l'Enginyeria de la VUB. L'any 1992 es va doctorar en òptica no lineal. Després d'un període com a investigador postdoctoral a la FWO, durant el qual va dur a terme investigacions a l'Institut polytechnique de Grenoble (1993) i a l'IFISC de Mallorca (2001-2002), va passar a ser professor a temps complet de la VUB l'any 2005 a la Ciències i Ciències de la (bio)enginyeria.
La VUB va inaugurar el seu nou curs al Parlament Europeu el 2023. El rector de la VUB va parlar davant 920 oients sobre "Europa, EUTOPIA i la necessitat d'un nou Renaixement.